# Osiek Grodkowski
Osiek Grodkowski, niem. Osseg – wieś w Polsce położona w województwie opolskim, w powiecie brzeskim, w gminie Grodków.

## Nazwa
W księdze łacińskiej Liber fundationis episcopatus Vratislaviensis (pol. Księga uposażeń biskupstwa wrocławskiego) spisanej za czasów biskupa Henryka z Wierzbna w latach 1295–1305 miejscowość wymieniona jest w zlatynizownej formie villa Ossek.
| SIMC    | Nazwa   | Rodzaj     |
| ------- | ------- | ---------- |
| 0495295 | Leśnica | przysiółek |

## Historia
Stara wieś o słowiańskim rodowodzie osadniczym, poświadczonym przez znaną od połowy XIV w. nazwę miejscowości.
We wczesnym średniowieczu przechodziła tędy wschodnia granica terytorium plemiennego Ślężan, a potem wschodnia granica posiadłości Piastów dolnośląskich, a od 1344 r. północno-wschodnia granica posiadłości biskupstwa wrocławskiego. W średniowieczy panami Osieka był ród Pogorzelów. Najstarsza zachowana wzmianka na temat Osieka Grodkowskiego została zapisana w 1344 r. w rejestrze będącym załącznikiem do Księgi uposażeń biskupstwa wrocławskiego. Wymieniono wtedy zamek Meristow oraz należące do niego wsie Osiek i Golę. 
W 1940 r. Niemcy utworzyli w Osieku obóz pracy przymusowej, który powstał wzdłuż budowanej autostrady Wrocław - Katowice (Reichsautobahn - RAB 29). Umieszczono w nim polskich robotników przymusowych, a od jesieni 1940 r. robotników żydowskich pochodzących z gett w Będzinie, Sosnowcu i Czeladzi. Obóz był nazywany: Reichsautobahnlager, Judenlager lub Judenlager-Arbeitslager, a w późniejszym okresie Zwangsarbeitslager (ZAL). Panowały w nim fatalne warunki bytowe, które połączone z terrorem strażników powodowały wysoką śmiertelność więźniów. Latem 1941 r. obóz pracy w Osieku Grodkowskim opróżniono z Żydów, a w sierpniu na ich miejscu osadzono grupę 500 jeńców radzieckich. Wysoka śmiertelność jeńców podczas zimy 1941/1942 spowodowała, że na wiosnę 1942 r. ponownie do obozu skierowano robotników żydowskich.
We wsi był przystanek kolejowy Osiek Grodkowski.
W latach 1975–1998 miejscowość administracyjnie należała do ówczesnego województwa opolskiego.

## Zabytki
Do wojewódzkiego rejestru zabytków wpisane są:
- kościół filialny z XIV w., XVI w., XVIII w.; gotycki, zbudowany w drugiej połowie XIII w, przebudowany w XVI w. i ponownie w pierwszej połowie XVIII w. We wnętrzu kościoła zachowały się polichromie ścienne z XVII w. Do zabytkowego wyposażenia świątyni należą m.in. późnobarokowy ołtarz główny z około 1700 r. oraz stalle z przełomu XVII i XVIII w.
- zespół pałacowy i folwarczny, z XVIII-XIX w.:
  - pałac; późnobarokowy z drugiej ćwierci XVIII w. Przebudowany w latach 1877-1883 przez Alexisa Langera
  - dwie oficyny
  - ujeżdżalnia
  - dom mieszkalny
  - obory
  - stajnie
  - park

inne zabytki:
- zamczysko po zamku Meristow, położone w lesie nad Nysą Kłodzką. Zamek ten istniał być może już w 1284 r., ponieważ z datą 29 listopada 1284 r. komes Bogusz z Pogorzeli wystawił dokument w miejscu zwanym Meristow. W tym samym czasie istniał też już zapewne w Osieku murowany kościół. W początkach 1360 r. książę świdnicko-jaworski Bolko II zajął zbrojnie Grodków. Wiosną 1430 r. zamek Meristow wpadł w ręce czeskich husytów, którzy w tymże roku najechali ziemie śląskie. Zdobywcy przekazali zamek Meristow w ręce księcia polsko-głogóweckiego Bolesława V Wołoszka, który jako jedyny z książąt śląskich przyłączył się do ruchu husyckiego. Meristow pozostał w rękach husytów do września 1430 r.

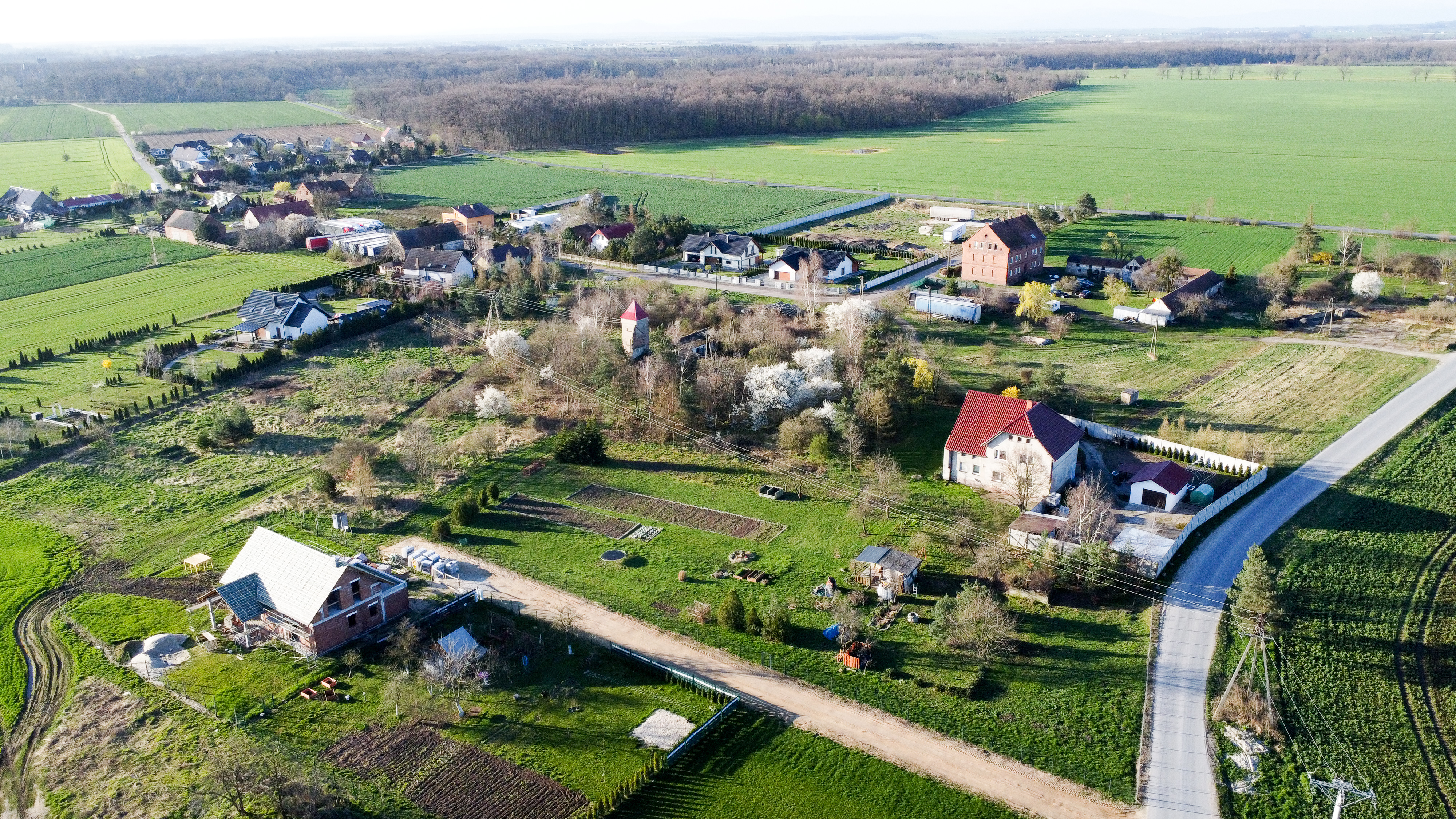
Widok z lotu ptaka (2024)
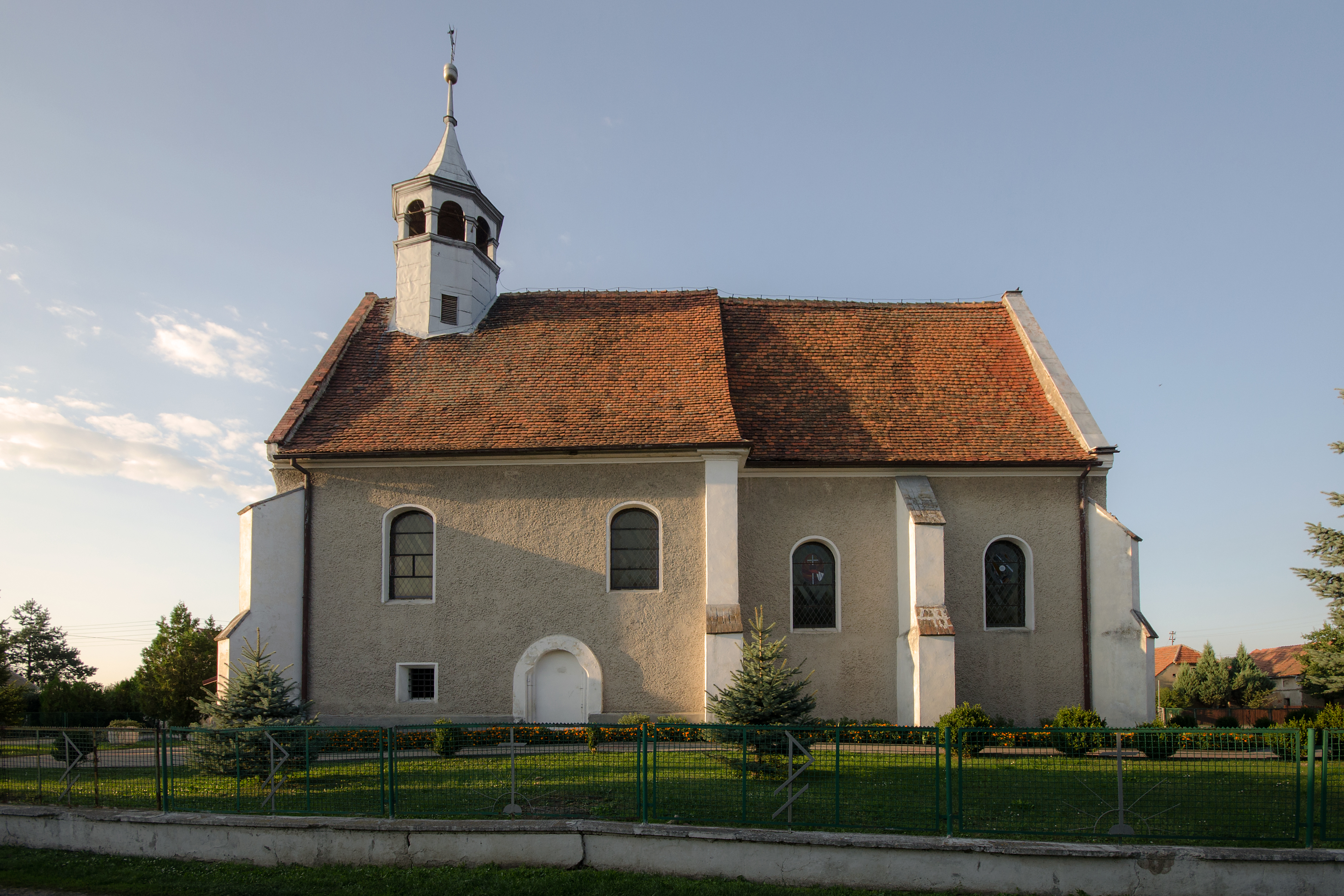
Kościół pw. Wniebowzięcia NMP
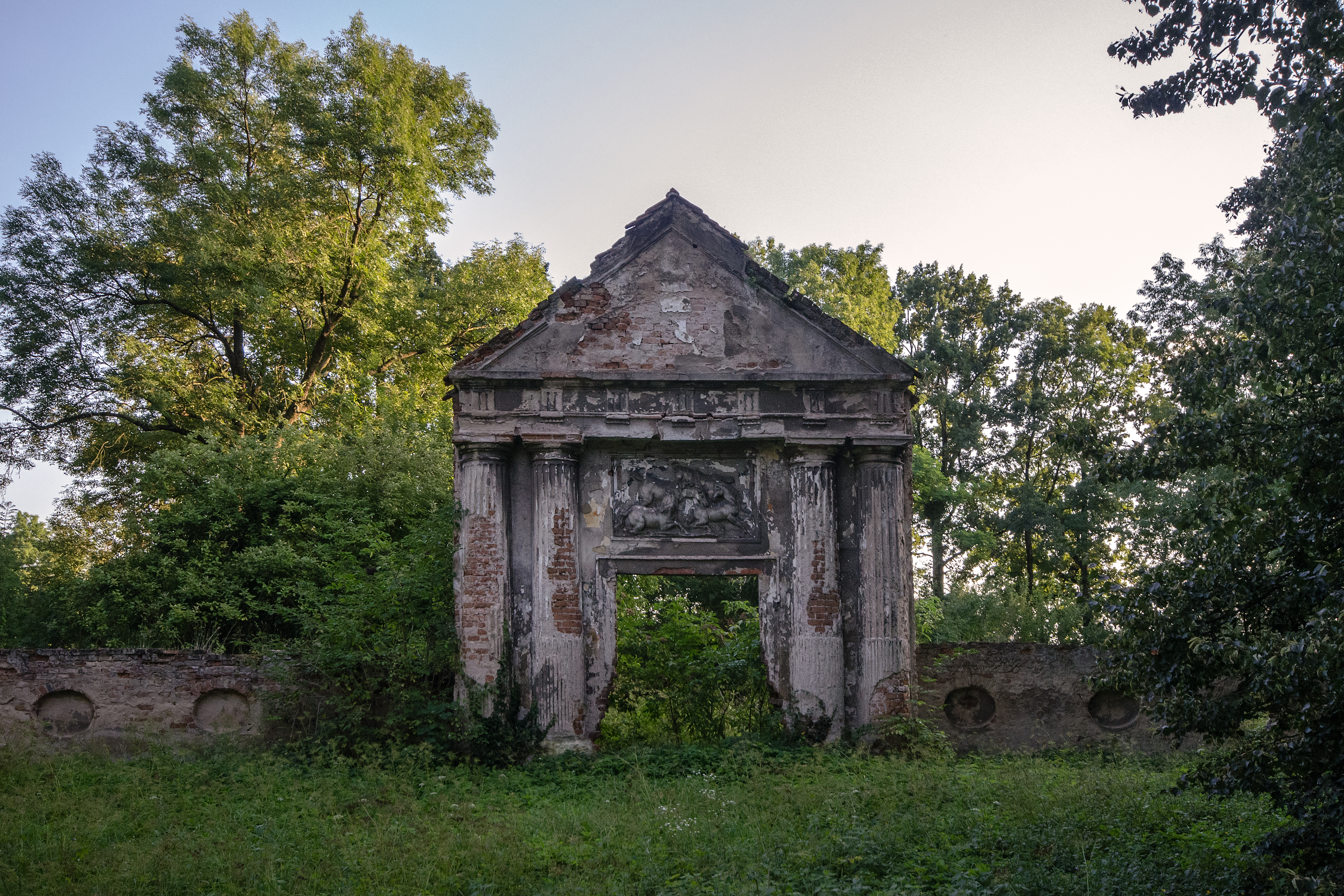
Pałac - ujeżdżalnia